# Centro spaziale di Jiuquan
Il centro di lancio di satelliti di Jiuquan (JSLC) (cinese semplificato: 酒泉卫星发射中心 pinyin: Jiǔquán wèixīng fāshè zhòng xīn) è un impianto cinese di lancio di veicoli spaziali (spazioporto) nel deserto del Gobi ad Ejina Banner (额济纳旗), nella Lega dell'Alxa (阿拉善盟), nella provincia della Mongolia Interna, situato a circa 1.600 km da Pechino ed a 186 dal confine con la Mongolia. Fu fondato nel 1958, il primo di tre cosmodromi della Cina. Sono stati eseguiti a Jiuquan molti più lanci cinesi che in qualunque altro posto. Come le altre installazioni di lancio cinesi, è distante e generalmente chiuso agli stranieri. È stato chiamato così poiché Jiuquan è il centro urbano più vicino, nonostante Jiuquan sia nella vicina provincia di Gansu.
Il JSLC è usato di solito per lanciare i veicoli in orbite basse e medie con ampi angoli di inclinazione e per testare missili a gittata medio-lunga. Le sue installazioni forniscono supporto a tutte le fasi delle campagne di lancio di satelliti. Il sito include il Centro Tecnico, il Complesso di Lancio, il Centro di Controllo di Lancio, il Centro di Comando e Controllo Missione ed alcune altri sistemi di supporto logistico.
Il centro occupa una superficie di 2.800 km² e comprende abitazioni per più di 20.000 persone. Le installazioni ed i supporti di lancio sono probabilmente stati costruiti imitando gli equivalenti sovietici e l'Unione Sovietica a partire dai primi anni sessanta ha fornito supporto tecnico a Jiuquan.

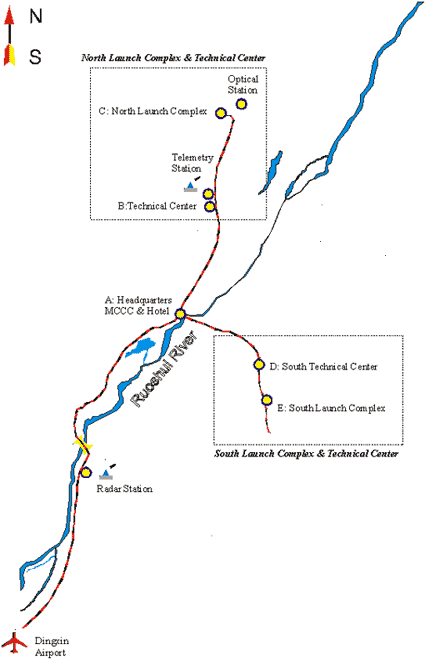
Pianta del cosmodromo

Il centro di lancio è stato il centro di molte imprese spaziali cinesi, tra cui il lancio del primo satellite artificiale cinese, il Dong Fang Hong 1, nel 1970, e la partenza della prima missione umana cinese, la Shenzhou 5, il 15 ottobre 2003.